# El Oso
El Oso är en ort i Spanien.   Den ligger i provinsen Provincia de Ávila och regionen Kastilien och Leon, i den centrala delen av landet, 100 km nordväst om huvudstaden Madrid. El Oso ligger 899 meter över havet och antalet invånare är 217.
Terrängen runt El Oso är huvudsakligen platt, men söderut är den kuperad. Terrängen runt El Oso sluttar norrut. Runt El Oso är det ganska glesbefolkat, med 24 invånare per kvadratkilometer. Närmaste större samhälle är Tiñosillos, 11,0 km norr om El Oso. Trakten runt El Oso består till största delen av jordbruksmark.